# یانگ فن
یانگ فن (انگلیسی: Yang Fen؛ زادهٔ ۳۱ ژوئیهٔ ۱۹۸۲) یک تنیس‌باز اهل جمهوری کنگو است. 
وی در مسابقات کشوری و بین‌المللی در مجموع برنده ۲ مدال طلا، ۱ مدال نقره شده‌است.